# 馬島 (福岡県)

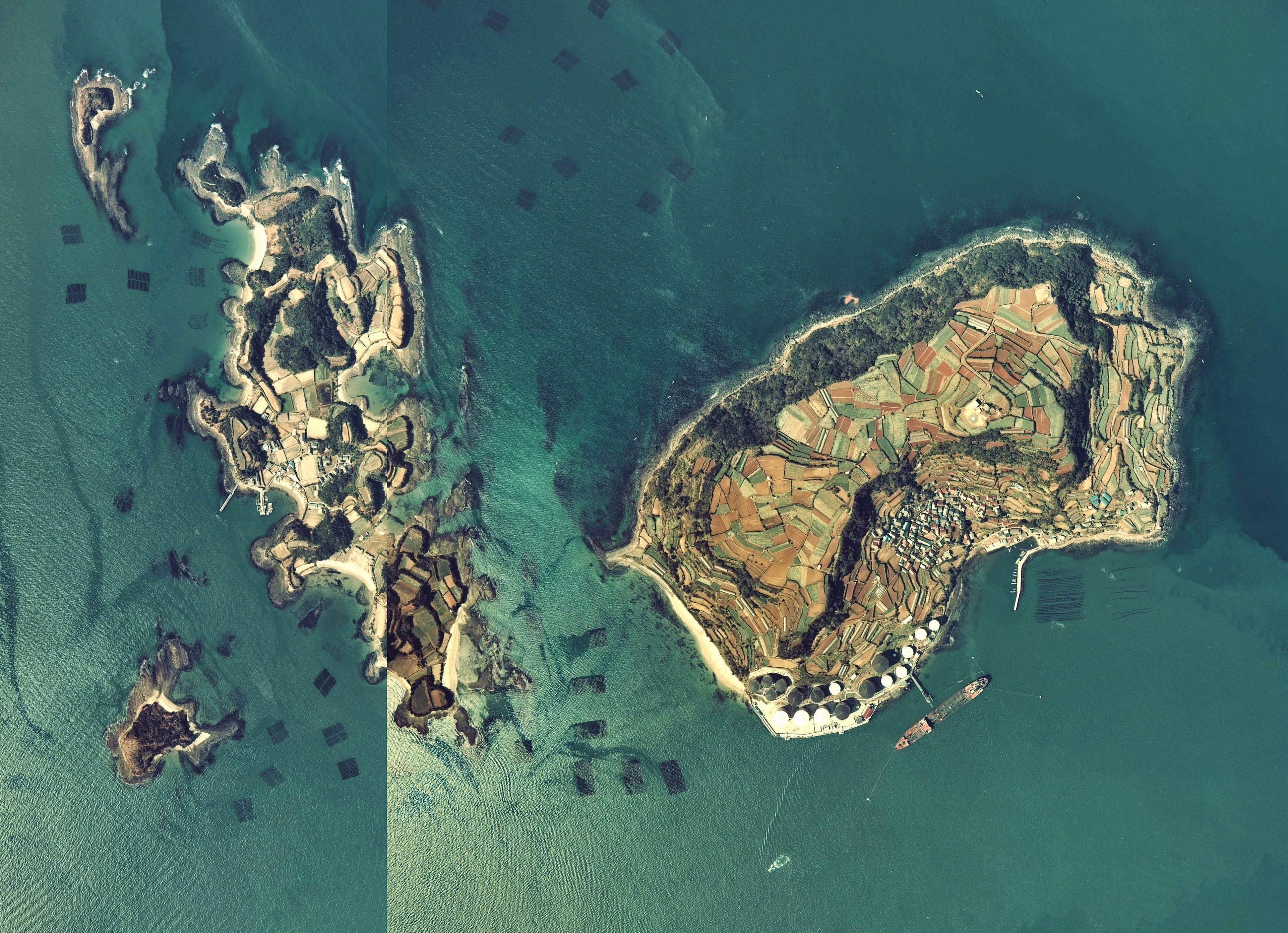
1974年（昭和49年）撮影の2枚を合成作成。
馬島（左側の島）と六連島（右側の島）の空中写真。この2島間に山口県と福岡県の県境がある。馬島の中央よりやや下側のくびれた部分より下の陸地がかつての金崎島、左上に見える小さな島が片島、左下に見える小さな島が和合良島。

馬島（うましま）は、響灘上にある福岡県北九州市小倉北区の標高20ｍ程の丘陵が連なる台地状の有人島。筑前諸島地域として離島振興法の離島振興対策実施地域となっている。島の面積は約0.26km2である。また、地名（行政区画）としての「馬島」は福岡県北九州市小倉北区の大字となっており、全島及び近くにある和合良島・片島などがこれに該当し、郵便番号は802-0092である。

## 地理
北九州市の中心部近くの小倉北区浅野の海岸部から北北西に約10km、若松区の響灘埋立地の海岸部から北東に約3km、山口県下関市の彦島北西端の南風泊から北西に約2.5kmの場所に位置する。島の約300m北東に六連島（山口県下関市）がある。馬島の約4km北西にある藍島とは渡船で行き来が可能。島の南の沖合には和合良島、南西の沖合には片島という小さな無人島がある。島の東側はかつて金崎島という別の島であったが、現在では砂州が発達し馬島と陸続きになっている。
近傍にある六連島より小さいため「小六連島」とも呼ばれる。
古第三紀層から成っており貝やクジラの化石や、縄文時代前期から古墳時代の土器などが発見されている。標高34mの台地状の形をしており、屈曲した複雑な形の海岸線である。
人口は28人、世帯数は11世帯（令和2年国勢調査）。
福岡県の有人島の中では人口・面積ともに最小。島の南部に漁港があり、馬島と浅野および藍島を結ぶ渡船が運航されている。漁港の周辺に人家がある。島内に商店・飲食店・宿泊施設はない。医療施設としては北九州市立馬島診療所が存在する。道路は集落内に放射状に数本程度が伸びるのみであるが、海岸を歩いて一周することは可能。
かつては米町小学校および城南中学校の分校が設置されていたがどちらも閉校となり、現在は島内に学校はない。小学生は本土側の小倉中央小学校に渡船で通うことになる。中学生は藍島と同様、ひびき寮に入寮して城南中学校に入校するか、菊陵中学校に渡船で通うか選択となる。
下関市と協定を結び六連島との間に海底送水管を敷設し、2004年（平成16年）4月1日より下関市水道局が島内に水を供給している。

## 歴史
「馬島」の名の由来は「金崎島とつながったときの形が馬の形に似ている」「馬の牧場があった」「馬を乗せた船がここで遭難した」という説がある。小倉藩が寛文年間に対岸から住民を移住させたという。
1889年（明治22年）の町村制施行時に藍島や対岸の本土側の地域とともに企救郡板櫃村の一部となる。以後は町制施行や市町村合併により所属市町村は板櫃町 → 小倉市 → 北九州市小倉区 → 北九州市小倉北区と変遷している。

## 産業
半農半漁で、漁業のほかワケギなどの栽培が行われている。

## 猫の島
藍島と同様、猫の多い島として知られている。島内の猫のほとんどが2014年末に避妊手術を施された地域猫である。
この手術時点で島内には90匹ほどの猫が生息していたが、その後、猫の不審死が相次ぎ、30匹ほどまで減少している。農薬を塗った魚の切り身も発見されたこともあり、避妊手術を実施した団体が刑事事件として告発。2020年6月5日には小倉北区在住の80代の男性が鳥獣保護法違反の疑いで福岡県警に書類送検された。

## 交通
- 北九州市渡船事業所（小倉航路）：小倉渡場（北九州市小倉北区浅野） - 馬島 - 藍島

馬島は市営渡船のダイヤでは停泊時間3分となっているが、実際は着発となっており乗下船が終わり次第出港となるので注意が必要。
島内にバス路線やタクシーはない。